# Moravci
Moravci (češki: Moravané;  engl. Moravians).- ime za niz malenih etničkih grupa naseljenih u području Moravske, Češka. Njihov jezik (moravski jezik) ili poseban jezik, ili samo narječje češkoga jezika Moravci se najčešće klasificiraju u Čehe, no neki od njih ipak smatraju posebnim narodom koji govori ‘moravskim jezikom’. Najpoznatije lokalne grupe Moravaca su u srednjoj Moravskoj: Hanáci u području poznatom kao Haná, prema boji hlača dijele se na crvene i žute. Ostale grupe su znatno malobrojnije, to su: Horáci, Blat'aci, Bañáci, Zabečáci i Moravčici. Na sjeveroistoku Moravske (Šleske), osobito oko Opave pa do Českog Těšína naseljeni su: Dulané, Horalé, Valaši i neki manji. Sve ove manje gruipe poznate su kao Lachy, njihovi govori pokazuju prijelaz šleskim dijalektima. Južno od ovih naseljeni su Valaši, druga veća grupa koji se razlikuju gore navedenih, ime su dobili po stočarima 'Vlasima' koji su ovamo došli u 12. stoljeću ili kasnije.  
Moravci u Češkoj po popisima:
- 1991.: 1.363.000
- 2001.:    380.474